# Esteve Vilanova i Vilà
Esteve Vilanova i Vilà   (Madremanya, 1946) és un polític català, diputat al Parlament de Catalunya en la VII Legislatura, on va ser secretari de la Comissió d'Indústria, Energia, Comerç i Turisme i membre de la Comissió de la Sindicatura de Comptes.
Va estudiar direcció d'empreses a ESADE i és prejubilat de banca. Durant la transició espanyola va militar al Partit Socialista de Catalunya-Reagrupament, però quan aquest es va unir amb el PSC-Congrés i el PSOE, va deixar la política i es dedicà a tasques socials, bàsicament a la Fundació Els Joncs.
En les eleccions al Parlament de Catalunya de 2003 va formar part de la llista per la circumscripció de Girona de Convergència Democràtica de Catalunya (CDC) con a independent. De resultes del primer tripartit, va afiliar-se a CDC, militància que va mantenir fins finalitzat el segon tripartit, que va deixar de militar a CDC.